# レッド湖 (ミネソタ州)

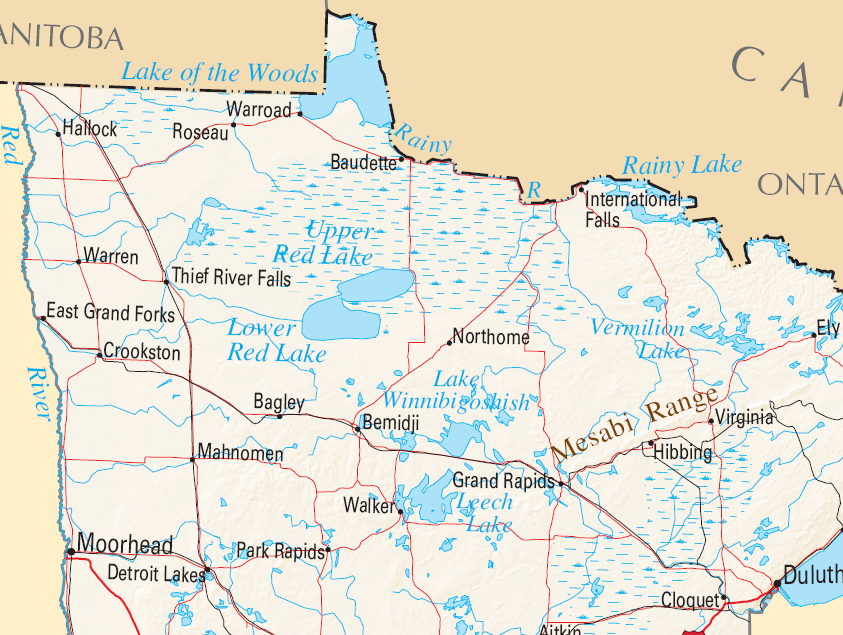
ミネソタ州北部地図

レッド湖（Red Lake）は、アメリカ合衆国ミネソタ州北部ベルトラミー郡にある湖。

## 概要
ミネソタ州最大の自然湖であり、アメリカ合衆国内でも16番目に大きい湖である。面積1,106平方キロメートル。東岸から延びる半島で中央で二分されており、それぞれアッパーレッド湖 （Upper Red Lake）、ロウアーレッド湖 （Lower Red Lake）とよばれる。
半島部にはポンマーのコミュニティがある。ロウアーレッド湖西部からレッドレイク川が流れ出している。
レッド湖は全域がレッドレイクインディアン居留地内にある。

## 流路
- レッド湖 → レッドレイク川 → レッド川 → ウィニペグ湖 → ネルソン川 → ハドソン湾